# 2016年3月

## 3月1日
- 中国人民银行决定，自2016年3月1日起，普遍下调金融机构人民币存款准备金率0.5个百分点，以保持金融体系流动性合理充裕，引导货币信贷平稳适度增长，为供给侧结构性改革营造适宜的货币金融环境。[1]

## 3月2日
- 考古人员确认江西省南昌市新建区大塘坪乡观西村墎墩山海昏侯墓的主人为汉废帝刘贺。[2]

- 因於1月進行核試驗及2月發射衛星，聯合國安全理事會以15票贊成通過對該國的制裁，以遏止其相關計畫[3]。

## 3月3日
- 美国国家航空航天局和欧洲空间局宣佈發現GN-z11星系，是至今已知的距離地球最遙遠星系。[4]

## 3月5日
- 中华人民共和国第十二届全国人民代表大会第四次会议在北京人民大会堂开幕[5]，国务院总理李克强作政府工作报告。[6]
- 2016年斯洛伐克國會選舉進行投票。[7]
- 美軍空襲索馬里青年党在拉索的一個訓練營地，炸死150多名武裝分子。[8]

## 3月7日
- 武裝分子襲擊突尼斯在利比亞邊境附近的軍警目標，至少35名武裝分子、10名士兵和7名平民喪生。[9]

## 3月13日
- 德國3個州舉行州議會選舉，票站調查結果顯示反對總理默克爾接收難民政策的德國另類選擇將可在該3個州取得州議會議席。[10]
- 土耳其首都安卡拉發生汽車炸彈爆炸，至少34人喪生。[11]
- 科特迪瓦南部城市大巴薩姆的酒店被武裝分子襲擊，15名平民、3名士兵及3名襲擊者喪生，基地組織分支伊斯兰马格里布基地组织承認是其所為。[12]

## 3月14日
- 日本的民主党和维新党决定合并，并将合并后的新党命名为“民进党”[13]。
- 3月14日，歐洲太空總署與俄罗斯联邦航天局合作研發的火星微量氣體軌道器（英语：Mars Trace Orbitor）成功發射，該軌道器將分析火星大氣層，並將斯基亞帕雷利演示登陸器運載至火星進行著陸勘查。[14]
- 俄羅斯總統普京下令次日起從敘利亞撤走當地俄軍的「主要部分」。[15]

## 3月15日
- 緬甸全國民主聯盟吳廷覺以270票當選該國首位平民總統[16]。
- 人工智能AlphaGo與圍棋棋手李世乭在五番棋圍棋比賽中，AlphaGo以四勝一負成績擊敗李世乭。AlphaGo晉為世界排名第二棋手，並被韓國棋院授為榮譽九段[17][18][19]。
- 因為於1994年證明出困擾數學家三百多年的費馬最後定理，英國數學家安德魯·懷爾斯榮獲2016年阿貝爾獎。[20]
- 以沙特阿拉伯為首的聯軍空襲也門哈杰省馬斯塔巴區一個市集，炸死至少119人。[21]

## 3月17日
- 中华人民共和国同冈比亚在北京签署复交公报，正式恢复大使级外交关系。[22]

## 3月19日
- 由阿联酋迪拜飞往俄罗斯顿河畔罗斯托夫的迪拜航空981号班机在降落过程中坠毁。[23]

## 3月20日
- 美国总统奥巴马抵达古巴首都哈瓦那，对古巴进行访问，这是1928年以来首次有美国在任总统访问古巴[24]。

## 3月21日
- 國際刑事法院裁定剛果民主共和國前副總統讓-皮埃爾·本巴於2002年10月至2003年3月間在中非共和國犯下的兩項危害人類罪和三項戰爭罪成立[25]。

## 3月22日
- 比利时首都布鲁塞尔机场和地铁站发生爆炸，约11人遇难，受伤人数超过20人。[26]

## 3月23日
- 津巴布韋政府宣佈，外資企業需於4月1日前符合該國的本土化法律要求，即是至少51%股權由該國黑人公民持有，否則需撤離津巴布韋。[27]

## 3月24日
- 澳洲交通部長表示日前在發現的兩塊殘骸幾乎確定是馬來西亞航空370號班機所有[28]。
- 前南斯拉夫問題國際刑事法庭認定有「波士尼亞屠夫」之稱的前塞族共和國總統拉多萬·卡拉季奇在戰爭中犯下種族滅絕、危害人類罪和戰爭罪等罪行，判處其40年監禁[29]。

## 3月25日
- 伊拉克巴比倫省伊斯坎德里耶發生自殺式炸彈襲撃，至少32人喪生。[30]

## 3月26日
- 中共中央决定由谢伏瞻任中共河南省委书记；郭庚茂由于年龄原因不再担任河南省委书记、常委、委员职务。[31][32]
- 敘利亞政府軍攻入被伊斯兰国佔領多時的古城巴尔米拉。[33]
- 日本北海道新幹線正式通車。

## 3月27日
- 巴基斯坦拉合爾一個公園發生自殺式炸彈爆炸，懷疑針對慶祝復活節的基督徒，至少50人喪生。[34]

## 3月28日
- 美國聯邦調查局官員宣佈成功解鎖一部屬於2015年圣贝纳迪诺枪击案兇徒的已加密iPhone手機。[35]
- 內湖隨機殺人事件：上午11時許，臺灣臺北市內湖區發生一宗隨機殺人事件，造成一名4歲女童死亡[36][37]。

## 3月29日
- 埃及航空由亞歷山大國際機場飛往開羅國際機場的181號班機被劫持到賽普勒斯拉納卡國際機場，劫機者在釋放所有人質後向警方投降，無人傷亡[38]。